# Desmos (software)
Desmos é uma avançada calculadora gráfica implementada como uma aplicação web e um aplicativo móvel. 

## História
Desmos foi fundado por Eli Luberoff, um matemático e físico com dupla graduação pela Universidade Yale, e foi lançado como uma startup na conferência TechCrunch Disrupt em 2011. Até setembro de 2012, recebeu cerca de 1 milhão de dólares americanos de financiamento da Kapor Capital, Learn Capital e Kindler Capital.
O nome Desmos veio da palavra grega δεσμός, que significa ligação ou laço.
Em maio de 2022, a Amplify adquiriu o currículo de matemática do Desmos e teacher.desmos.com. Desmos Studio foi separada como uma corporação pública focada no desenvolvimento de calculadoras e outras ferramentas matemáticas.
Em maio de 2023, Desmos lançou uma versão beta para uma repensada ferramenta de geometria. Nela, formas geométricas podem ser feitas, assim como expressões da calculadora gráfica normal, com outros recursos. Em setembro de 2023, Desmos lançou uma versão beta para uma calculadora 3D, que acrescentou recursos além dos da calculadora 2D, incluindo produto vetorial, derivadas parciais e equações paramétricas de duas variáveis.

## Educação

### Educação matemática
O uso do Desmos no ensino de matemática tem ganhado destaque por sua capacidade de conectar representações matemáticas com um ambiente interativo e visual, facilitando a exploração de conceitos complexos de forma intuitiva. Seguindo a Teoria dos Registros de Representação Semiótica de Raymond Duval, o Desmos é uma ferramenta poderosa para promover a conversão entre registros algébricos e gráficos, o que é essencial para a compreensão de conceitos matemáticos mais complexos. Na ferramenta, os alunos podem explorar funções, inequações e outras expressões matemáticas, visualizando suas representações em tempo real no plano cartesiano. Essa interface interativa permite que eles observem como mudanças na forma algébrica afetam o gráfico, incentivando a experimentação e a descoberta. A possibilidade de manipular equações e ver seus efeitos gráficos imediatamente torna o processo de aprendizado mais dinâmico e menos abstrato.

### Educação inclusiva
No que tange à acessibilidade aos alunos com deficiência visual, o Desmos inclui aperfeiçoamentos para garantir a comunicação da plataforma com leitores de telas (NVDA e JAWS). Os usuários têm a possibilidade de ler e escrever equações usando o código matemático em Braille e, ainda, há a alternativa da exportação de gráficos para uma impressora Braille, permitindo também a exploração háptica do gráfico. Deste modo, o Desmos permite que estes estudantes possam aprender por intermédio da associação entre recursos sonoro e tátil.
Por meio da comunicação com leitores de tela, os alunos, no Desmos, podem realizar a construção, transformação e estudo dos objetos geométricos, além de associar representações sonoras aos objetos nele representados.

## Recursos
Além de representar graficamente equações e desigualdades, também compreende listas, gráficos, regressões, variáveis interativas, restrição de gráficos, gráficos simultâneos, gráficos de função por partes, gráficos de funções polares, dois tipos de malhas de gráfico, entre outros. Operações de cálculo como derivadas e integrais também estão disponíveis, apesar de limites diretos não estarem. Pode ser utilizado em diversos idiomas.

## Concurso de arte
O Concurso Global de Arte Matemática do Desmos é uma iniciativa que une criatividade e matemática, desafiando participantes do mundo todo a criarem obras de arte utilizando exclusivamente equações e gráficos na plataforma Desmos. Nesse concurso, estudantes e entusiastas da matemática exploram temas variados, como natureza, abstrações e arquitetura, convertendo conceitos algébricos e geométricos em representações visuais.